# Белорусско-узбекистанские отношения
Белорусско-узбекистанские отношения — двусторонние отношения между Республикой Беларусь и Республикой Узбекистан. Дипломатические отношения между двумя странами были установлены 21 января 1993 года, посольство Белоруссии в Ташкенте было открыто в феврале 1994 года. Посольство Узбекистана в Минске открылось в марте 2018 года.
Обе страны являются членами ШОС, СНГ и других международных организаций. Также Беларусь и Узбекистан являются странами-партнëрами БРИКС.

## Государственные визиты
Президент Беларуси Александр Лукашенко свой первый официальный визит в Узбекистан совершил в декабре 1994 года, в ходе которого была подписана Декларация об укреплении дружбы и сотрудничества. Следующий официальный визит состоялся 12-14 сентября 2018 года, в ходе которого было открыто новое совместное предприятие «Амкодор-Агротехмаш», подписано 16 двусторонних документов, а также в Узэкспоцентре открылась ярмарка «Made in Belarus», проработавшая до 19 сентября. Белорусский президент стал первым из глав государств, посетившим личную резиденцию Шавката Мирзиёева «Кайнарсай», расположенную в предгорьях Тянь-Шаня.
Президент Узбекистана Ислам Каримов посетил Минск в октябре 2014 года. Его преемник Шавкат Мирзиёев также посетил Минск с официальным визитом с 31 июля по 1 августа 2019 года.

## Военное сотрудничество
28 марта 2018 года Академия Вооружённых сил Узбекистана и Военно-технический институт Национальной гвардии Узбекистана подписали меморандум о сотрудничестве с Военной академией Республики Беларусь. Также по итогам переговоров министров обороны Белоруссии и Узбекистана был подписан Договор о сотрудничестве в военной сфере.
В сентябре 2018 года военнослужащие спецназа Минобороны Узбекистана выехали в Беларусь для участия в соревнования с командами России и Узбекистана на полигоне, расположенном в Марьиной Горке.

## Экономическое сотрудничество
Динамика внешней торговли в 2000—2019 годах (млн долларов):
По данным посольства Белоруссии в Ташкенте, в январе-ноябре 2020 года внешнеторговый оборот Белоруссии и Узбекистана составил 225 млн долларов США, что на 5,4 % выше периода прошлого года. Экспорт Белоруссии в Узбекистан составил 187,1 млн долларов, импорт из Узбекистана в Белоруссию — 37,9 млн долларов. В структуре белорусского экспорта преобладают продукция машиностроения, лекарственные препараты, а основной статьёй импорта из Узбекистана являются в основном продовольственные товары, продукция лёгкой промышленности.